# Milky Holmes Live Tour 2013 〜おいでスペクタクル!〜
『Milky Holmes Live Tour 2013 〜おいでスペクタクル!〜』（ミルキィホームズ ライブツアー 2013 おいでスペクタクル!）は、ミルキィホームズの4作目となるライブ映像作品。2013年11月6日に響ミュージックからBlu-ray Disc、DVDが発売された。

## 概要
2013年6月1日の名古屋公演から始まった今回のライブツアー。千秋楽の2013年6月29日に東京国際フォーラムにて公演した『Milky Holmes Live Tour 2013 〜おいでスペクタクル!〜』の模様が収録されている他、特典映像としてリハーサルやバックステージ映像などが収録されている。
また、Blu-ray初回生産特典として12Pのフルカラーブックレットが付属している。

## 収録内容
1. パーティーパーティー!
歌：ミルキィホームズ
2. ユメユメエキスプレス
歌：ミルキィホームズ
3. 恋の調査報告書
歌：ミルキィホームズ
4. いつだってサポーター!
歌：ミルキィホームズ
5. 泣き虫TREASURES
歌：ミルキィホームズ
6. それはTOYS☆
歌：シャーロック・シェリンフォード（三森すずこ）＆コーデリア・グラウカ（橘田いずみ）
7. ぎみぃみるきぃ
歌：譲崎ネロ（徳井青空）＆エルキュール・バートン（佐々木未来）
8. こちらミルキィホームズ!
歌：ミルキィホームズ
9. ムーンライト探偵Ｓ＆Ｎ
歌：シャーロック・シェリンフォード（三森すずこ）＆譲崎ネロ（徳井青空）
10. ヴィーナス戦線異状なし
歌：エルキュール・バートン（佐々木未来）＆コーデリア・グラウカ（橘田いずみ）
11. ドリーム脳内T.K.O!!!!
歌：ミルキィホームズ
12. 勝利ノキズナ
歌：ミルキィホームズ
13. Day by Day 〜キミと一緒に
歌：ミルキィホームズ
14. 手のひらのキセキ
歌：ミルキィホームズ
15. DADADA☆はっく
歌：譲崎ネロ（徳井青空）
16. ヒロイン探偵物語
歌：エルキュール・バートン（佐々木未来）
17. ヒミツの花園
歌：コーデリア・グラウカ（橘田いずみ）
18. グッデイ・エブリデイ
歌：シャーロック・シェリンフォード（三森すずこ）
19. 正解はひとつ!じゃない!!
歌：ミルキィホームズ
20. ナゾ!ナゾ? Happiness!!
歌：ミルキィホームズ
21. 雨上がりのミライ
歌：ミルキィホームズ
22. プロローグは明日色
歌：ミルキィホームズ
23. おいでスペクタクル!
歌：ミルキィホームズ
24. バイバイエール!
歌：ミルキィホームズ
25. ナマコソング 〜Encore〜
歌：ミルキィホームズ
26. 熱風海陸ブシロード〜熱き咆哮〜(Euro version) 〜Encore〜
歌：ミルキィホームズ
27. 聞こえなくてもありがとう 〜Encore〜
歌：ミルキィホームズ
28. はいぱーみるきぃあわー 〜Encore〜
歌：ミルキィホームズ

### 特典映像
1. リハーサル〜サプライズお祝い（9:47）
2. バックステージ（9:15）